# Adam Pleśnar
Adam Pleśnar (ur. 17 lutego 1935 w Opolu Lubelskim, zm. 9 marca 2013 we Wrocławiu) – polski działacz społeczny, opozycjonista w czasach PRL.

## Życiorys
Jako uczeń Liceum Ogólnokształcącego w Paczkowie był współtwórcą konspiracyjnej organizacji młodzieżowej "Krucjata", za co został relegowany ze szkoły w 1950. 6 czerwca 1951 aresztowany i skazany na karę 1,5 roku pozbawienia wolności, którą odbywał w zakładach karnych w Nysie, Opolu i Jaworznie. Został zwolniony 6 grudnia 1952. Następnie pracował fizycznie. Po zdaniu korespondencyjnej matury podjął studia na Uniwersytecie Wrocławskim. Po październiku 1956 był członkiem Klubu Młodych Katolików na UWr., który został wchłonięty przez wrocławski Klub Inteligencji Katolickiej we Wrocławiu, od 30 listopada 1956 do 16 stycznia 1957 należał do Związku Młodych Demokratów, kierowanego przez Karola Głogowskiego. W latach 60. dwukrotnie skazany - 28 lutego 1964 na karę 8 miesięcy pozbawienia wolności w zawieszeniu na dwa lata za przechowywanie pism bezdebitowych, a po aresztowaniu 3 kwietnia 1964, 24 września 1964 na 2,5 roku pozbawienia wolności w związku ze sprawą Karola Głogowskiego, który próbował podjąć działalność tajną w oparciu o środowisko ZMD. Został zwolniony przedterminowo 3 lutego 1965. W 1967 ukończył studia historyczne na Uniwersytecie Jagiellońskim, a w 1977 studia prawnicze na Uniwersytecie Wrocławskim. 
W latach 70. był działaczem Polskiego Związku Esperantystów. Uczestniczył w protestach przeciwko zmianom w Konstytucji PRL. Od 1977 należał do członków Ruchu Obrony Praw Człowieka i Obywatela, był jednym z liderów tworzącego ROPCiO Ruchu Wolnych Demokratów, aktywistą wrocławskiej opozycji. W ramach Ruchu poszukiwał możliwości uczestnictwa opozycji w legalnych formach działalności politycznej, m.in. w wyborach do Sejmu PRL, jednocześnie pozostając krytycznym wobec istniejącego ustroju. Nie angażował się w działania NSZZ „Solidarność”. W stanie wojennym internowany od 31 grudnia 1981 do 16 lutego 1982, kolejno we Wrocławiu i Nysie. Po zwolnieniu prowadził jawną działalność w ramach RWD, która nie miała jednak szerszego oddźwięku.
W 1995 przeszedł na emeryturę, był m.in. działaczem Związku Młodocianych Więźniów Politycznych lat 1945-1956 "Jaworzniacy" i Ruchu na rzecz Jednomandatowych Okręgów Wyborczych.
W 2011 został odznaczony Krzyżem Kawalerskim Orderu Odrodzenia Polski (M.P. z 12.07.2011, poz. 595)

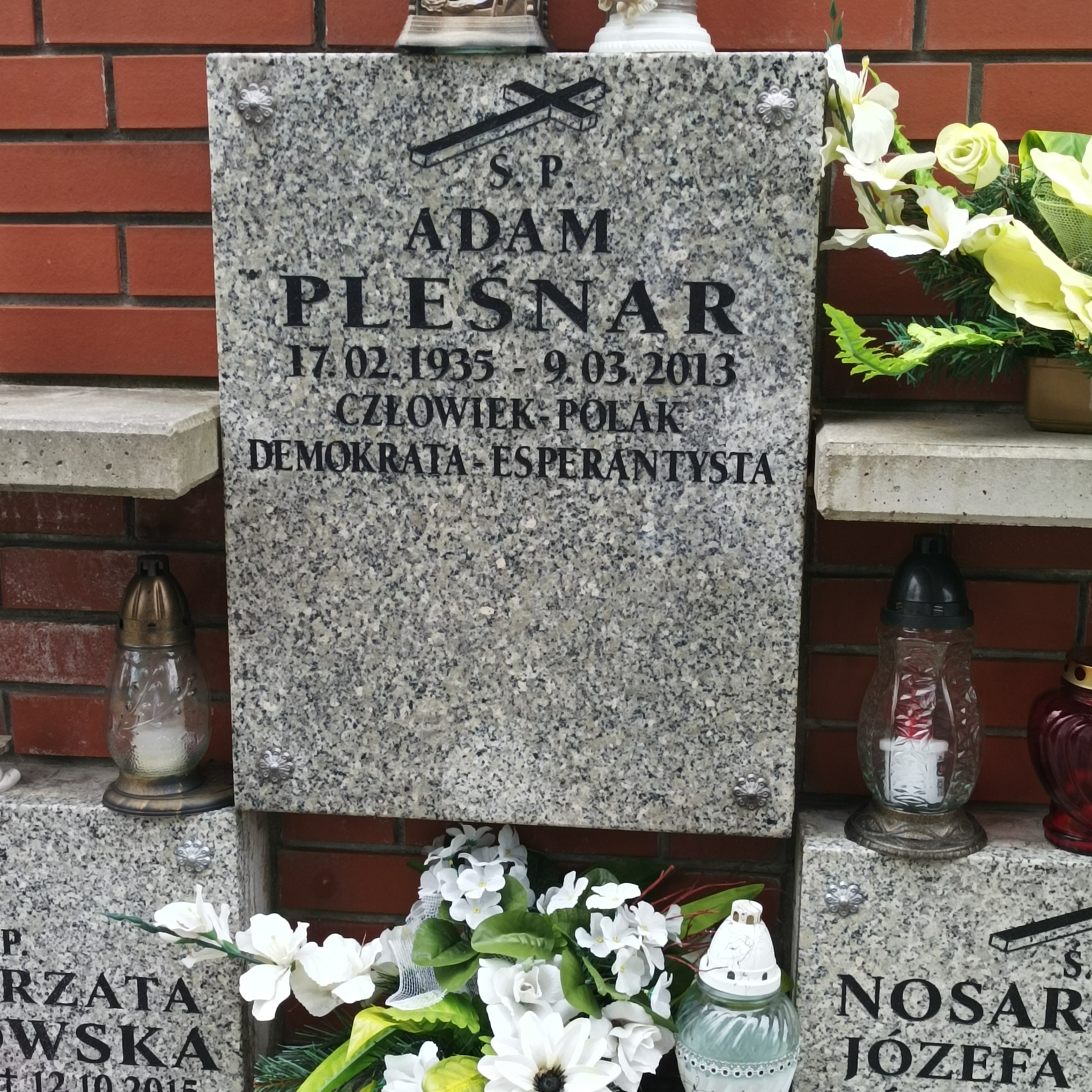
Grób Adama Pleśnara w kolumbarium Cmentarza Świętej Rodziny we Wrocławiu

Został pochowany na Cmentarzu Świętej Rodziny we Wrocławiu.